# Фудзінамі Акарі
Акарі Фудзінамі  (яп. 藤波朱理; нар. 11 листопада 2003, Йоккаїті, префектура Міє) — японська борчиня вільного стилю, олімпійська чемпіонка 2024 року, дворазова чемпіонка світу, дворазова чемпіонка Азії, чемпіонка Азійських ігор.

## Життєпис
Її батько і брат були чемпіонами Японії з боротьби. Після того як її батько закінчив виступи на килимі, він став працювати тренером з боротьби в Японському університеті спортивної науки. Її старший брат Фудзінамі Юхі виграв бронзову медаль у вільній боротьбі серед чоловіків на Чемпіонаті світу 2017 року та Азійських іграх у Джакарті 2018 року. Під впливом батька і старшого брата Акарі теж почала займатися боротьбою у віці 4 років.
Згідно з повідомленнями японських ЗМІ, Акарі Фудзінамі, починаючи зі школи і закінчуючи золотом на Азійських іграх у Ханчжоу в жовтні 2023 року, здобула 130 перемог поспіль на офіційних змаганнях.

## Спортивні результати на міжнародних змаганнях

### Виступи на Олімпіадах
| Змагання                    | Збірна | Вагова категорія          | Місце  |
| --------------------------- | ------ | ------------------------- | ------ |
| Літні Олімпійські ігри 2024 | Японія | жіноча боротьба, до 53 кг | Золото |

### Виступи на Чемпіонатах світу
| Змагання                        | Збірна | Вагова категорія          | Місце  |
| ------------------------------- | ------ | ------------------------- | ------ |
| Чемпіонат світу з боротьби 2021 | Японія | жіноча боротьба, до 53 кг | Золото |
| Чемпіонат світу з боротьби 2023 | Японія | жіноча боротьба, до 53 кг | Золото |

### Виступи на Чемпіонатах Азії
| Змагання                       | Збірна | Вагова категорія          | Місце  |
| ------------------------------ | ------ | ------------------------- | ------ |
| Чемпіонат Азії з боротьби 2022 | Японія | жіноча боротьба, до 53 кг | Золото |
| Чемпіонат Азії з боротьби 2023 | Японія | жіноча боротьба, до 53 кг | Золото |

### Виступи на Азійських іграх
| Змагання           | Збірна | Вагова категорія          | Місце  |
| ------------------ | ------ | ------------------------- | ------ |
| Азійські ігри 2022 | Японія | жіноча боротьба, до 53 кг | Золото |

### Виступи на інших змаганнях
| Змагання                                         | Збірна | Вагова категорія          | Місце  |
| ------------------------------------------------ | ------ | ------------------------- | ------ |
| Чемпіонат Японії з боротьби 2020                 | Японія | жіноча боротьба, до 53 кг | Золото |
| Всеяпонський відкритий чемпіонат з боротьби 2021 | Японія | жіноча боротьба, до 53 кг | Золото |
| Відкритий чемпіонат Загреба з боротьби 2023      | Японія | жіноча боротьба, до 53 кг | Золото |
| Турнір Дана Колова — Николи Петрова 2023         | Японія | жіноча боротьба, до 55 кг | Золото |

### Виступи на змаганнях молодших вікових груп
| Змагання                                      | Збірна | Вагова категорія          | Місце  |
| --------------------------------------------- | ------ | ------------------------- | ------ |
| Чемпіонат Азії з боротьби серед кадетів 2018  | Японія | жіноча боротьба, до 49 кг | Золото |
| Чемпіонат світу з боротьби серед кадетів 2018 | Японія | жіноча боротьба, до 49 кг | Золото |
| Чемпіонат Азії з боротьби до 15 років 2018    | Японія | жіноча боротьба, до 54 кг | Золото |